# Gruft der Herzöge von Pommern-Wolgast

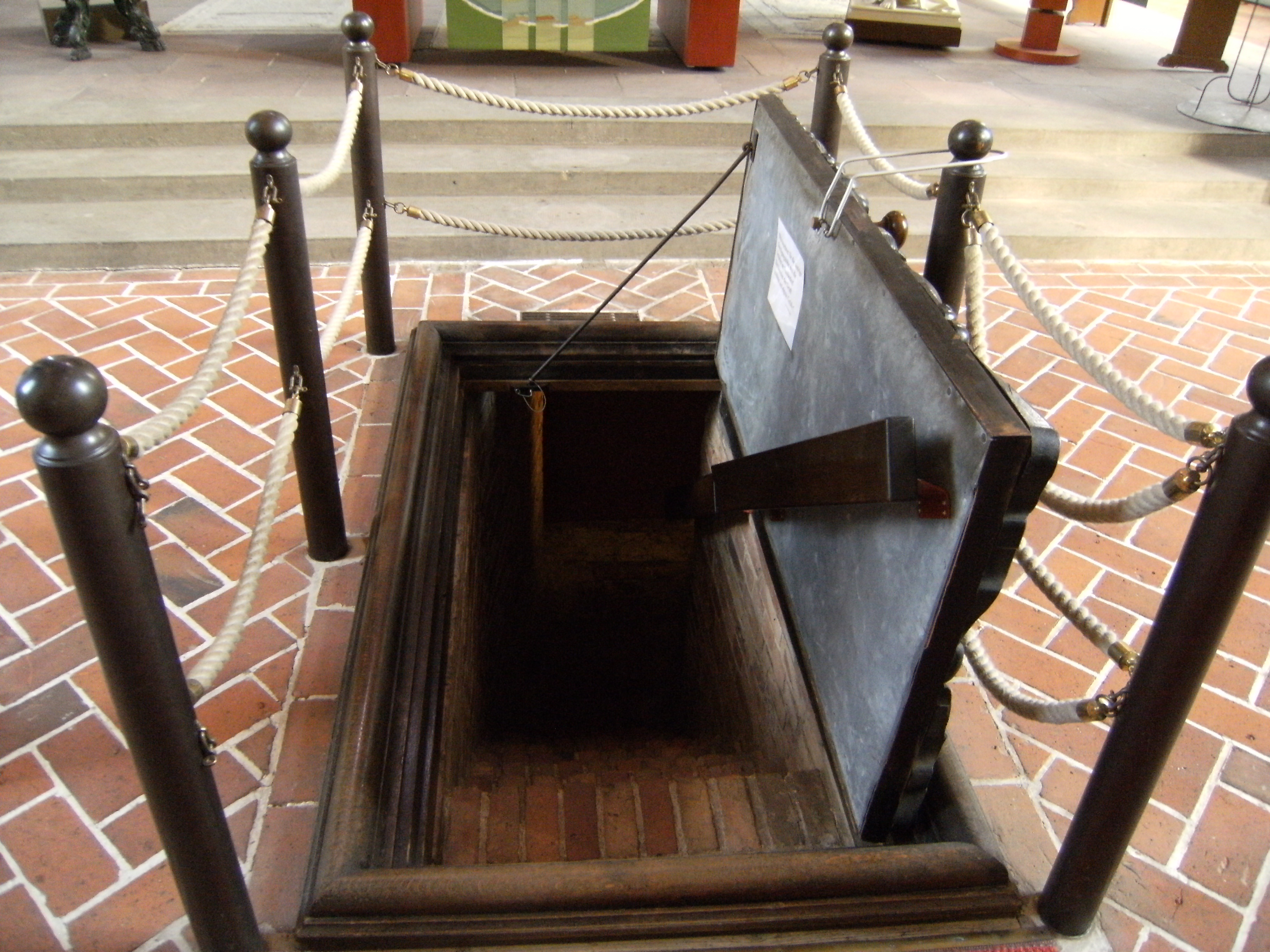
Eingang zur Herzogsgruft in der Petri-Kirche Wolgast

Die Gruft der Herzöge von Pommern-Wolgast ist eine Grablege für Angehörige der pommerschen Greifenherzöge. Sie befindet sich in der St.-Petri-Kirche in Wolgast, der ehemaligen Residenzstadt des Herzogtums Pommern-Wolgast.

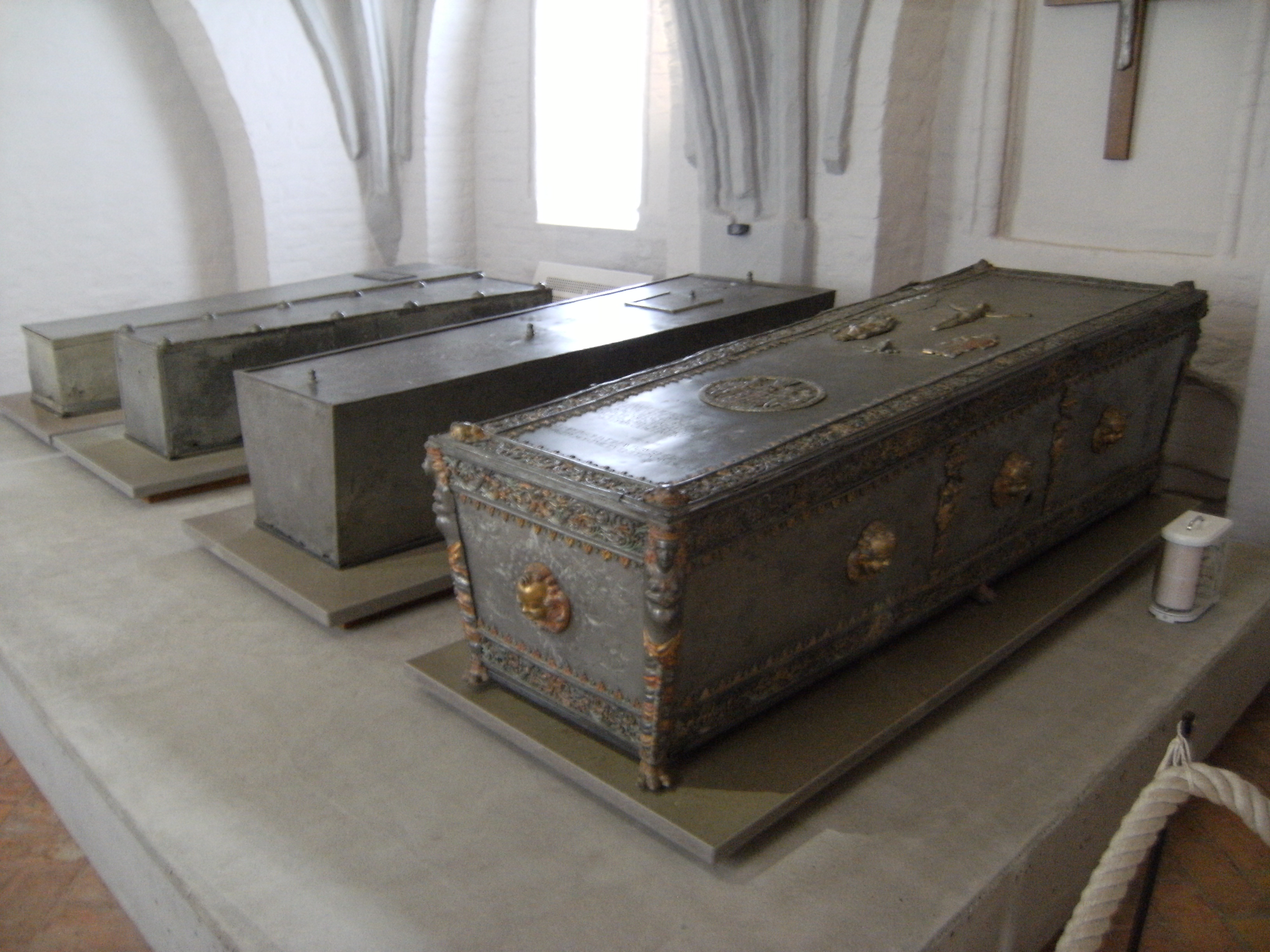
Die Särge in der Greifenkapelle – rechts der Prunksarg von Philipp Julius

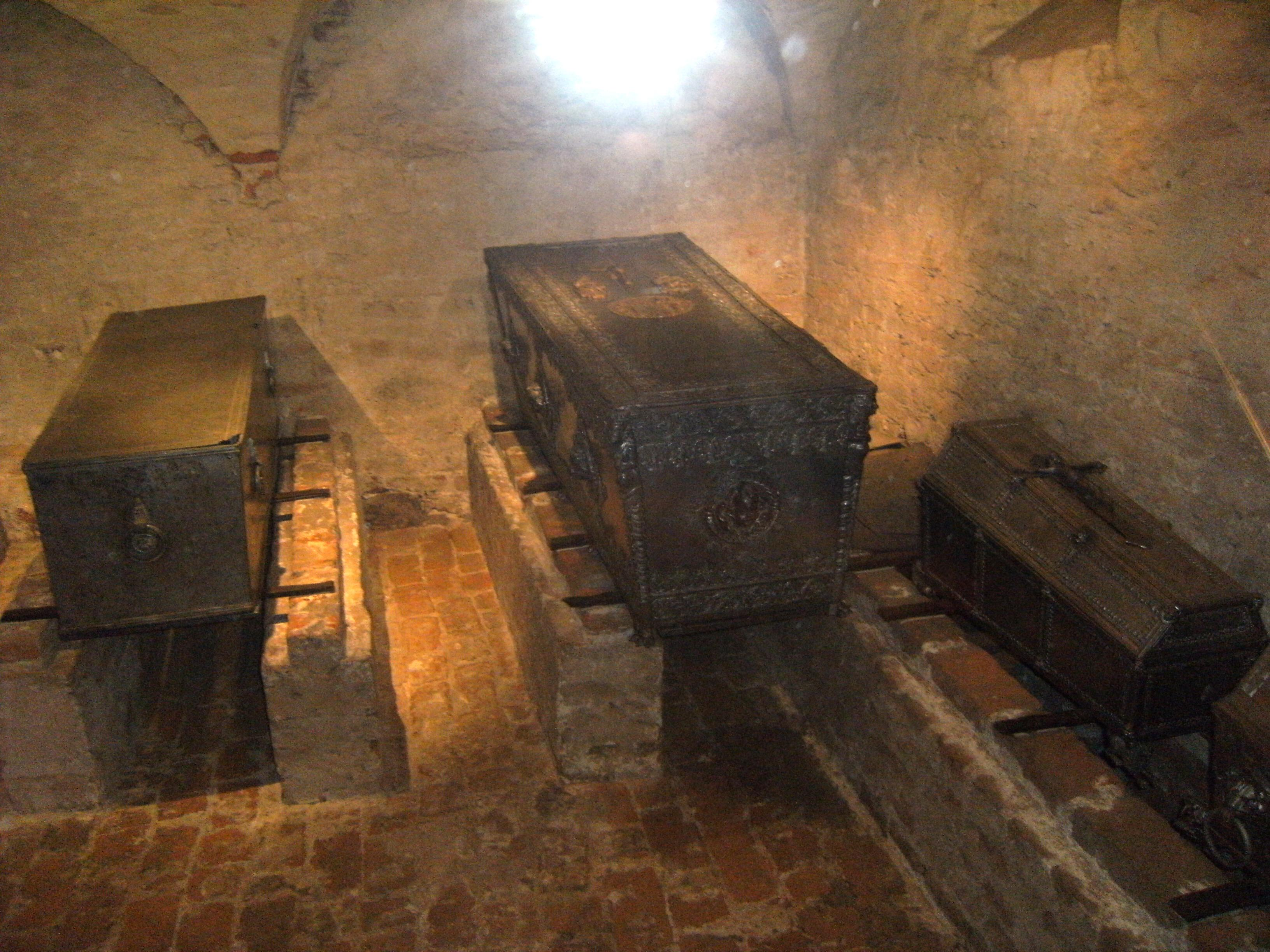
Die Särge in der Gruft – Mitte der Prunksarg von Sophia Hedwig, rechts die Kindersärge

## Anlage
Die Gruftanlage in der Petri-Kirche besteht aus drei Bereichen:
- Die ältesten Gruften werden unter dem Chor der Kirche vermutet, sie sind archäologisch noch nicht belegt
- Die zugängliche originale Gruft der Familie der Herzöge
- Die Greifenkapelle mit den späten Familienangehörigen

## Geschichte
Die Begräbnisse der Herzogsfamilie richteten sich in der Regel nach dem Todesort in den jeweiligen Kirchen der Residenzen oder den in der Nähe liegenden Klöstern als wichtige Begräbnisstätten. Von ca. 60 Angehörigen ist bislang der Todes- bzw. Begräbnisort nicht bekannt bzw. nicht belegt.
1295 teilten sich die Herzöge von Pommern unter den Brüdern in die Zweige Wolgast und Stettin. Damit verschoben sich auch ihre Begräbnisorte in ihre verschiedenen Herrschaftsbereiche. Das wiederholte sich 1372 für das Herzogtum Pommern-Wolgast, da sich dort Teilungen z. B. Stolp, Barth und Stargard anbahnten. Pommern war dann für jeweils kurze Zeit wieder vereint (z. B. 1464 bis 1532 und ab 1625) und die Residenz war dann in Stettin.
Im 15. Jahrhundert war keine Gruft vorhanden, deshalb wurden die urkundlich belegten Begräbnisse von Wartislaw VIII. († 1415), Wartislaw IX. († 1457), dessen Ehefrau Sophia († 1462) und Margaretha († 1489) – erste Ehefrau Bogislaw X. wohl im Chor vorgenommen.
Um 1560 wurde der Gruftkeller erstmals gebaut und bereits 1587 erweitert. Die Gruft ist 14 m lang, besteht aus drei Räumen, die hintere eigentliche Gruftkammer ist 4,4 × 4,6 m groß. Der Zugang war ursprünglich nur zum Ablassen der Särge als senkrechte Öffnung angelegt. Dieser war verschlossen durch eine Steinplatte.
Diese Platte wurde 1688 durch drei Grabräuber aufgehebelt und die Särge aufgebrochen und ausgeraubt. Die Räuber, darunter der Küster der Kirche, wurden zwar ermittelt, die Beute wurde jedoch nie gefunden, durch ältere Dokumente bestand nur eine vage Liste der Beigaben, die im erhaltenen Protokoll von 1688 erhalten ist. Bei dieser Raubaktion wurden die Särge schwer beschädigt, da sie mit brutaler Gewalt aufgebrochen wurden, um an den Inhalt zu kommen.
Nach dem Raub wurde die Gruft vermauert. Nach einer behördlichen Festlegung wurde die Gruft alle 100 Jahre geöffnet und inspiziert, also 1729 und 1829. Von dem verheerenden Kirchenbrand 1920 war die Gruft nicht betroffen, es wurde dann aber beim Wiederaufbau 1926 die Neugestaltung des Grufteinganges beschlossen. Es wurde eine Treppe eingerichtet, die mit einer liegenden Tür versehen wurde. Die Tür ist mit dem Greifenwappen verziert und ist auch heute noch vorhanden. Wegen des maroden Zustands der Särge und der Gruftanlage wurde diese nur zu bestimmten Anlässen der Öffentlichkeit zugänglich gemacht.
Für Wolgast waren bis 1937 15 Begräbnisse von Familienmitgliedern namentlich belegt. Dazu kommen nach neueren Ermittlungen zwei namentlich bekannte Kinder.
An Särgen wurden aber nur neun Einzelsärge und ein hölzerner Sammelsarg für drei Überreste von Kindern festgestellt. Letztere waren in einer Munitionskiste (wohl wegen der Auskleidung mit Zinkblech) verwahrt. Für diese wurde der kleine Holzsarg hergestellt.

## Restaurierung und Neugestaltung

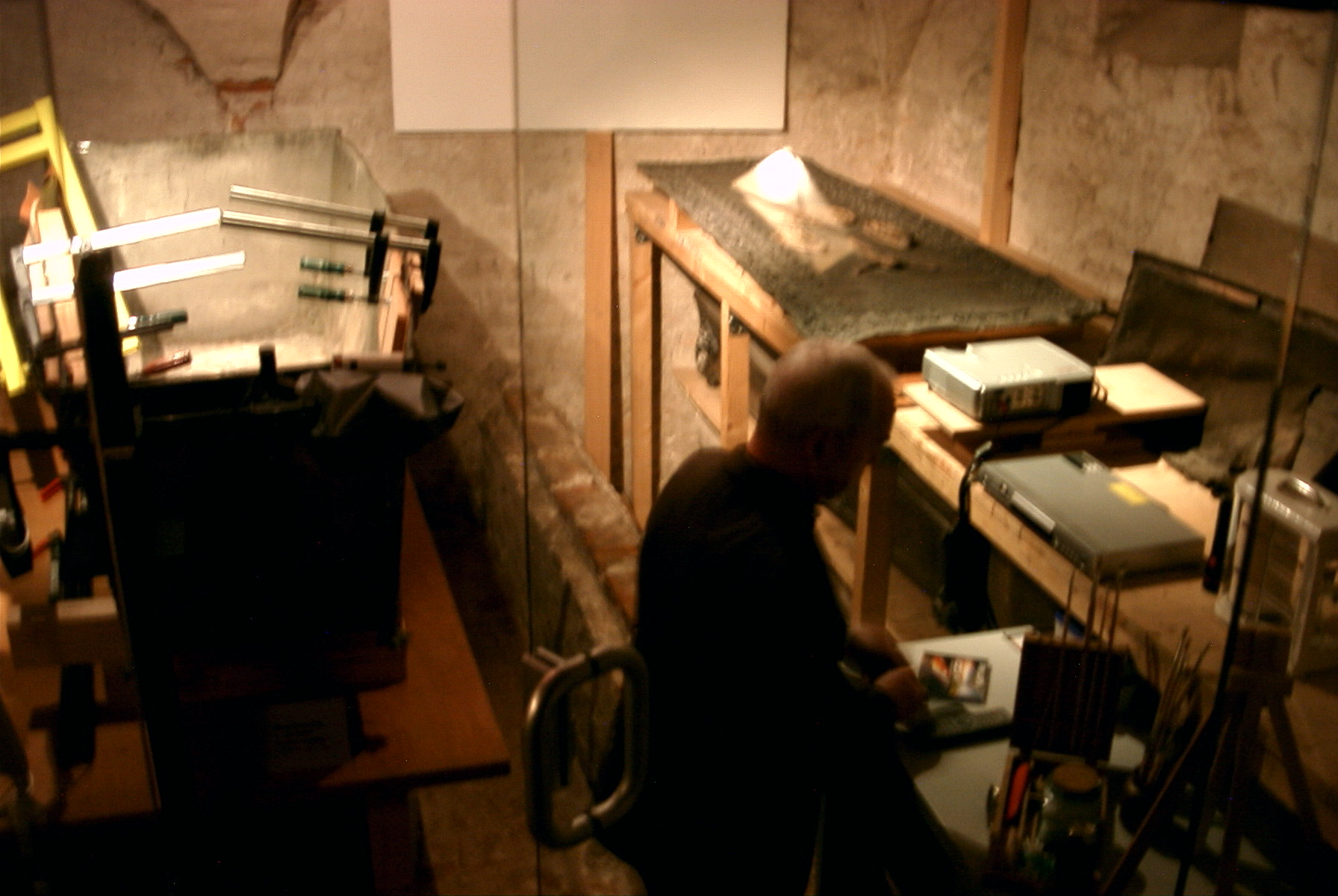
Restaurierung der Herzogssärge in der Greifenkapelle mit Restaurator Hofmann – 2004

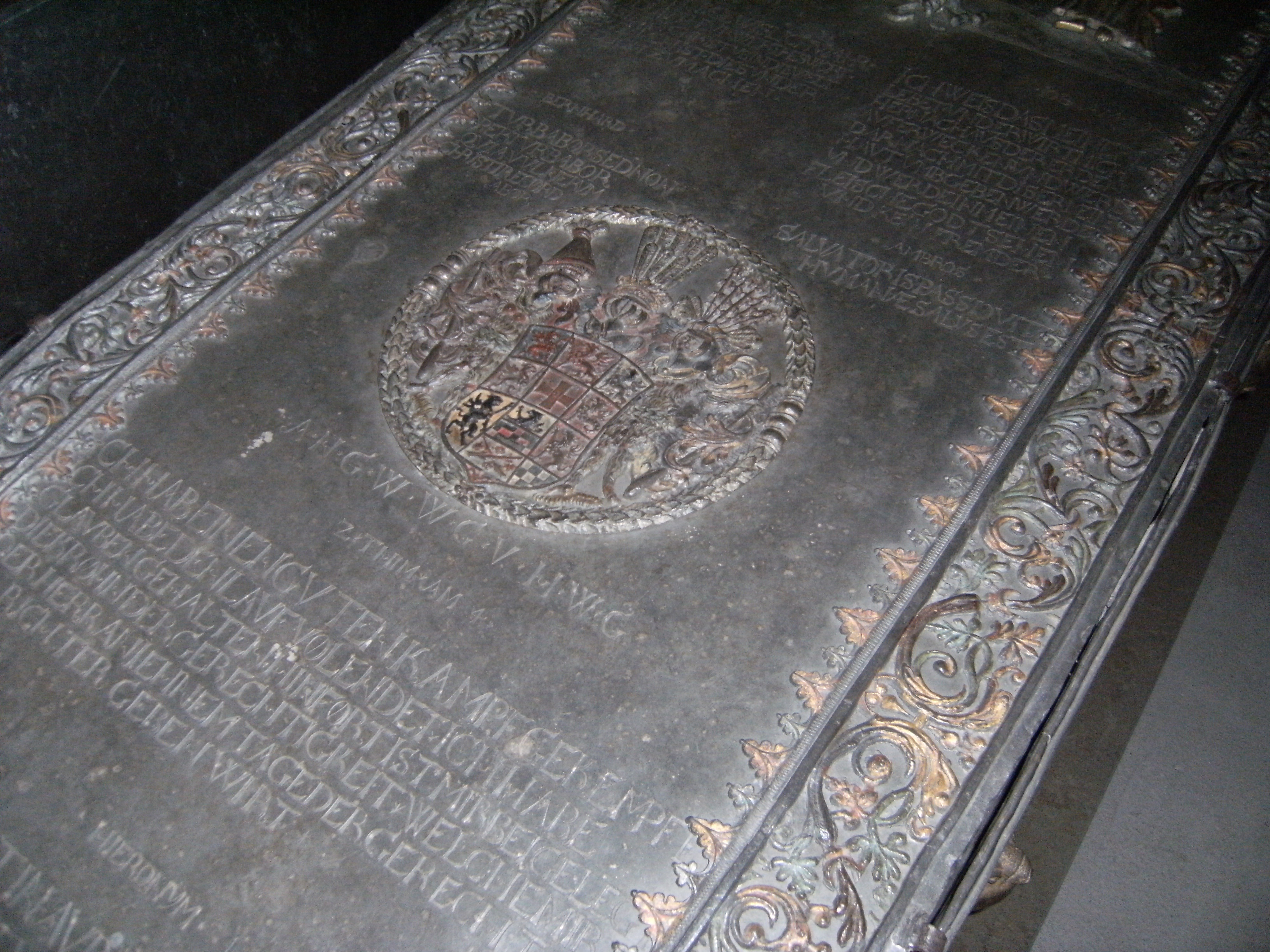
Detail des restaurierten Sarges von Philipp Julius

1993 begann eine Sanierung des Kirchengebäudes mit einem Kostenumfang von über zwei Millionen Euro.
1996 konnte durch den Einbau einer Glastür die Hauptkammer abgetrennt und die Gruft damit zur Besichtigung freigegeben werden.
Nach wie vor war aber der Zustand der Kammern und besonders der Särge besorgniserregend.
Von 1998 bis 2000 wurde eine Schadenskartierung sowie Befundierung der Gruft und besonders der Särge durch die Zahntechnikerin Birgit Wachholz und Goldschmiedemeister Detlef Kadagies unter Anleitung des Metallrestaurators Wolfgang Hofmann vorgenommen, der später von 2002 bis 2007 die Restaurierung der Särge durchführte. Die 2007 abgeschlossene Rekonstruktion der Gruft und der Särge der Pommern-Herzöge wurde im Jahr 2010 mit einem Preis der Europäischen Union für das Kulturerbe in der Kategorie Erhaltung ausgezeichnet. Aufgrund der historischen Relevanz der Herzogsgruft erfolgte Anfang Mai 2011 die Anerkennung der St.-Petri-Kirche als „Denkmal von nationalem Rang“.
Während der Restaurierung war die Gruft und die Greifenkapelle nur in Ausnahmen (z. B. Tag des offenen Denkmals) zu besichtigen, da dort die Restaurierungswerkstatt eingerichtet war und bauliche Rekonstruktionen der beiden Stätten vorgenommen wurden.
Nach der erfolgreichen Rekonstruktion der Särge und der Renovierung der Gruft und der Greifenkapelle wurde festgelegt, dass die Särge nicht mehr wie bisher übereinandergestapelt, sondern getrennt ausgestellt werden sollten. So stehen jetzt die drei Frauensärge von Amalia († 1580) – Tochter von Philipp I., Hedwig Maria († 1606) – Tochter von Ernst Ludwig und Sophia Hedwig († 1631) – Ehefrau von Ernst Ludwig, die zwei Kindersärge von Friedrich Casimir († 1644) und Katharina Eleonora († 1647) sowie der hölzerne Sammelsarg der Kleinkinder mit den Überresten von Wartislaw († 1414), Christoph († 1449) und Georg († 1544) auf kniehohen steinernen Bänken in der Gruftkammer. Die Abkunft der fünf Kinder ist in den Stammtafeln nicht verzeichnet.
In der Greifenkapelle stehen die Särge von Philipp I. († 1560), Maria († 1583) – Ehefrau von Philipp I., Ernst Ludwig († 1592) und Philipp Julius († 1625).
Die älteren Särge sind der Renaissance zuzuordnen, sie zeigen klare Linien, sind schlicht gearbeitet, haben wenig Randornamente. Alle Beschriftungen und Zeichnungen sind bis auf Ausnahmen als Gravuren ausgeführt. Die Ausnahmen sind die gegossenen Wappen- bzw. Namensplatten, die in Führungen eingeschoben sind.
Die Särge von Philipp Julius und Sophia Hedwig sowie die beiden Kindersärge von Friedrich und Katharina sind Prunksärge aus dem Barock. Sie haben gegossenen und aufgelöteten Zierrat und andere Bestandteile, die aufwändig und auch farblich gestaltet sind.

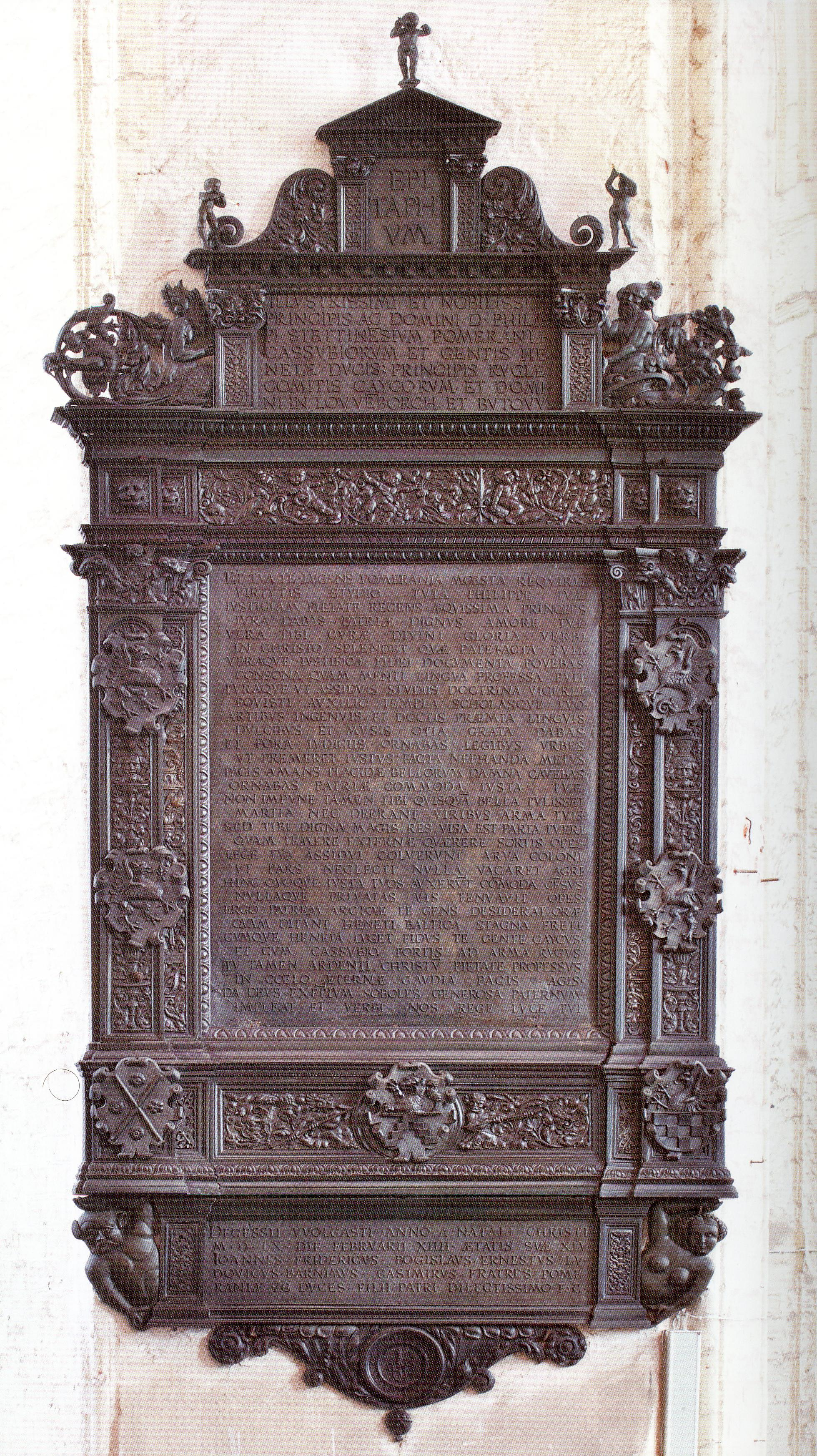
Wappenepitaph für Herzog Philipp I.

## Epitaph und Schautafel

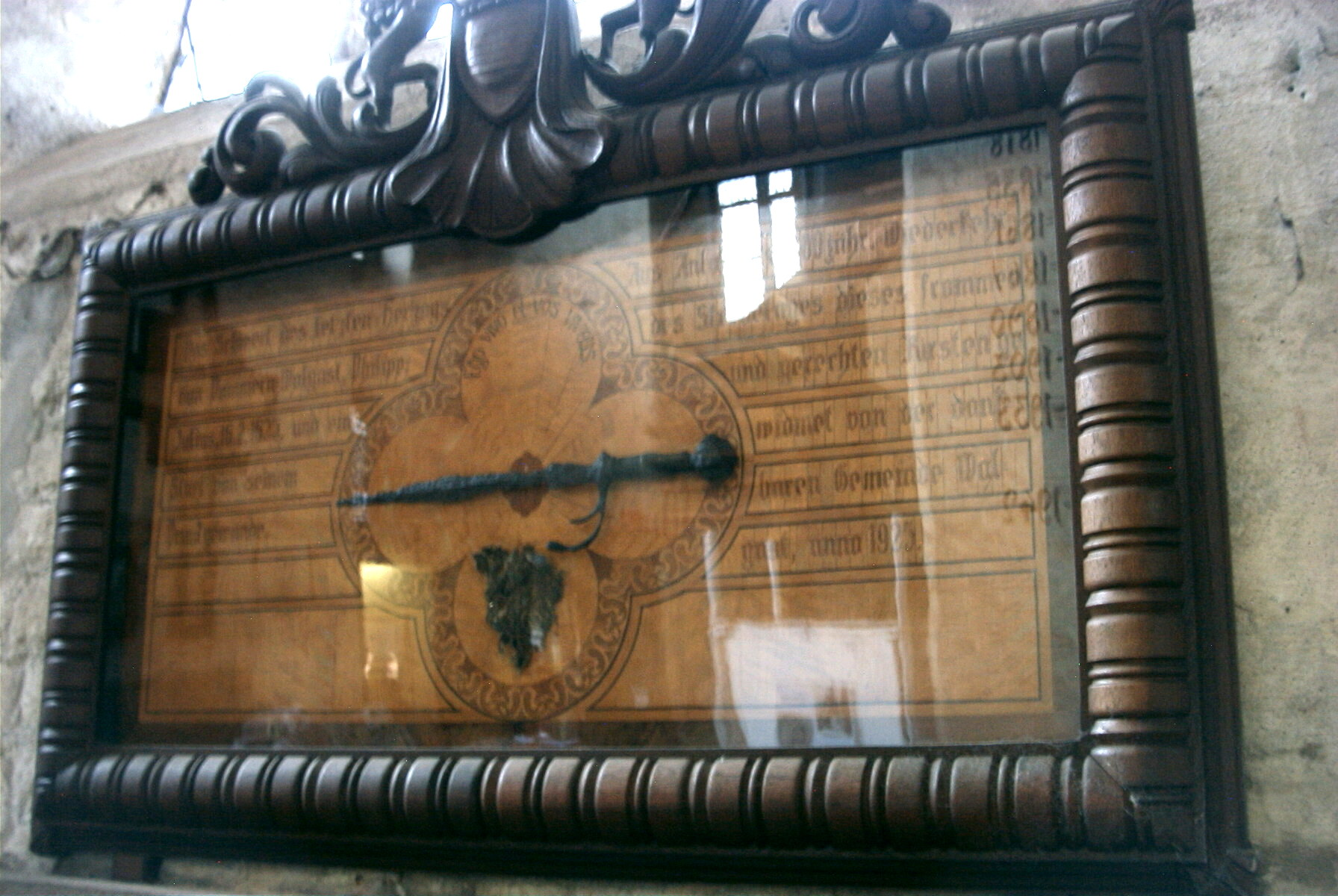
Vitrine mit Degen und Gewandstück von Herzog Philipp Julius

Zum Gedenken an die Toten in den Grablegen sind in der Kirche das Epitaph für Philipp I. von 1560 und die Schautafel zum 300. Todesjahr von Philipp Julius von 1925 mit dessen Degen und einem Stoffteil seiner Bekleidung sowie einer Gedenkbeschriftung ausgestellt. Die Tafel hängt an der Nordwand der Kirche.
Der Text in der Schauvitrine lautet: „Das Schwert des letzten Herzogs von Pommern-Wolgast, Philipp Julius; † 6.2.1625, und ein Stück von seinem Prunkgewande. Aus Anlass der 300. Wiederkehr des Sterbelagers dieses frommen und gerechten Fürsten gewidmet von der dankbaren Gemeinde Wolgast, anno 1925.“
Eine Besonderheit ist das Epitaph von 1560 gestiftet durch die Söhne des Herzogs. Es ist 4 m hoch und 1,2 m breit im Stil der Renaissance, aus gegossener Bronze und mit einigen Messingteilen ergänzt. Die Tafel besteht aus dem Hauptfeld mit der lateinischen Bewidmung, zwei Aufsätzen und dem unteren Abschlussteil. Es enthält neben der Beschriftung die sieben Wappen für den Herrschaftsbereich des Verstorbenen. Der untere Abschluss beinhaltet das Wappen des Fertiger des Epitaphs Wolff Hilger aus Freiberg. Das Epitaph hängt an einem Pfeiler des Kirchenschiffs. Das Epitaph wurde ebenfalls bis 2007 von Hofmann restauriert.